# جايسون أزوباردي
جايسون أزوباردي هو محامي وسياسي مالطي، ولد في 16 مارس 1971 في Pietà, Malta ‏ في مالطا. نشط حزبياً في الحزب الوطني. وقد انتخب نائب عن الجمعية البرلمانية لمجلس أوروبا ‏ لترشحه ضمن قائمة مالطا، (9 أكتوبر 2017 – ) وانتخب عضو في البرلمان الأوروبي عن دائرة مالطا ‏ لترشحه ضمن قائمة الحزب الوطني، وقد انضم خلال فترته النيابية (1 مايو 2004 – 19 يوليو 2004) للكتلة البرلمانية كتلة حزب الشعب الأوروبي وفي 2017 Maltese general election ‏، انتخب member of the 13th House of Representatives of Malta ‏ عن دائرة District 4, Malta ‏ وقد انضم خلال فترته النيابية للكتلة البرلمانية Forza Nazzjonali ‏.